# جون جونسون (لاعب كرة قدم بريطاني)
جون جونسون (بالإنجليزية: John Johnson)‏ (16 سبتمبر 1988 في المملكة المتحدة - ) هو لاعب كرة قدم بريطاني في مركز الدفاع. لعب مع نادي بنغالورو ونادي ترانمير روفرز لكرة القدم ونادي ميدلزبره ونادي نورثامبتون تاون.

## وصلات خارجية
- جون جونسون على موقع قاعدة بيانات كرة القدم.إي يو (الإنجليزية)
- جون جونسون على موقع Soccerbase.com (لاعب) (الإنجليزية)
- جون جونسون على موقع Soccerway.com (الإنجليزية)
- جون جونسون على موقع عالم كرة القدم.نت (الإنجليزية)